# بيرتن باكر
بيرتن باكر (بالهولندية: Bert Bakker)‏ (و. 1958 – م) هو سياسي، من مملكة هولندا، هو عضوٌ في الديمقراطيين 66.

## مناصب
تولى منصب عضو مجلس النواب من هولندا.